# Laroque-de-Fa
Pour les articles homonymes, voir Laroque.
Laroque-de-Fa [laʁɔk də fa]  (La Ròca de Fan  en occitan) est une commune française située dans le département de l'Aude, en région d'Occitanie.
Sur le plan historique et culturel, la commune fait partie du massif des Corbières, un chaos calcaire formant la transition entre le Massif central et les Pyrénées. Exposée à un climat méditerranéen, elle est drainée par le Sou et par divers autres petits cours d'eau. La commune possède un patrimoine naturel remarquable : deux sites Natura 2000 (les « hautes Corbières » et la « vallée de l'Orbieu ») et sept zones naturelles d'intérêt écologique, faunistique et floristique.
Laroque-de-Fa est une commune rurale qui compte 141 habitants en 2022, après avoir connu un pic de population de 388 habitants en 1851. Ses habitants sont appelés les Laroquois ou Laroquoises.
En 2010, elle comptait 149 Laroquois et Laroquoises. Le village est situé à environ 450 m d'altitude au cœur des Corbières sur la départementale 613 qui traverse le massif. Le village est traversé par le Sou de Laroque qui se jette dans l'Orbieu après avoir passé les gorges de Termes.
La présence de l'homme à la préhistoire dans la région est attestée par deux sites préhistoriques dans les communes avoisinantes. Au Moyen Âge, Laroque-de-Fa faisait partie de la propriété d'Olivier de Termes. Des archives décrivant les activités dans les villages des Corbières au XXe siècle attestent de la présence de nombreux commerces et services jusqu'à 1950.
La zone natura 2000 des « hautes Corbières » s'étend sur le territoire de la commune de Laroque-de-Fa, également traversée par le GR36.

## Géographie

### Localisation
Laroque-de-Fa est située dans le département de l'Aude au cœur des Corbières, à proche distance du golfe du Lion (mer Méditerranée). Le village est construit sur le Sou de Laroque, qui forme un vallon entouré de collines de faible altitude. À vol d'oiseau, Laroque-de-Fa est à 43,5 km au sud-ouest de Narbonne, 39,5 km au nord-ouest de Perpignan et 33,5 km au sud-est de Carcassonne.

### Communes limitrophes
Les communes limitrophes sont  Auriac, Davejean, Dernacueillette, Félines-Termenès, Massac, Mouthoumet et Termes.
|            | Termes        | Félines-Termenès |
| Mouthoumet | Laroque-de-Fa | Davejean         |
| Auriac     | Massac        | Dernacueillette  |

### Géologie et relief
Le village est construit sur une excroissance naturelle de la roche datant du tertiaire dû au rapprochement de la plaque ibérique sur le continent européen. Le sol est géologiquement constitué de calcaire et de schiste formé par le pli pyrénéen.Le massif hercynien de Mouthoumet, au sud du bassin tertiaire de Carcassonne, constitue l'ossature des Corbières méridionales, il apparaît sur près de 45 km. C'est le seul massif hercynien affleurant dans la zone sous-pyrénéenne.
Laroque-de-Fa est un village du massif des Corbières construit sur le Sou de Laroque au pied du plateau de Mouthoumet. La commune englobe toute la partie haute du vallon que forme le Sou de Laroque, le point culminant, le « Roc de Matefagine » s'élève à 871 m et le point le plus bas est sur la partie la plus en aval du Sou de Laroque au nord de la commune à 410 m. La mairie est située à l'altitude de 450 m.

### Hydrographie

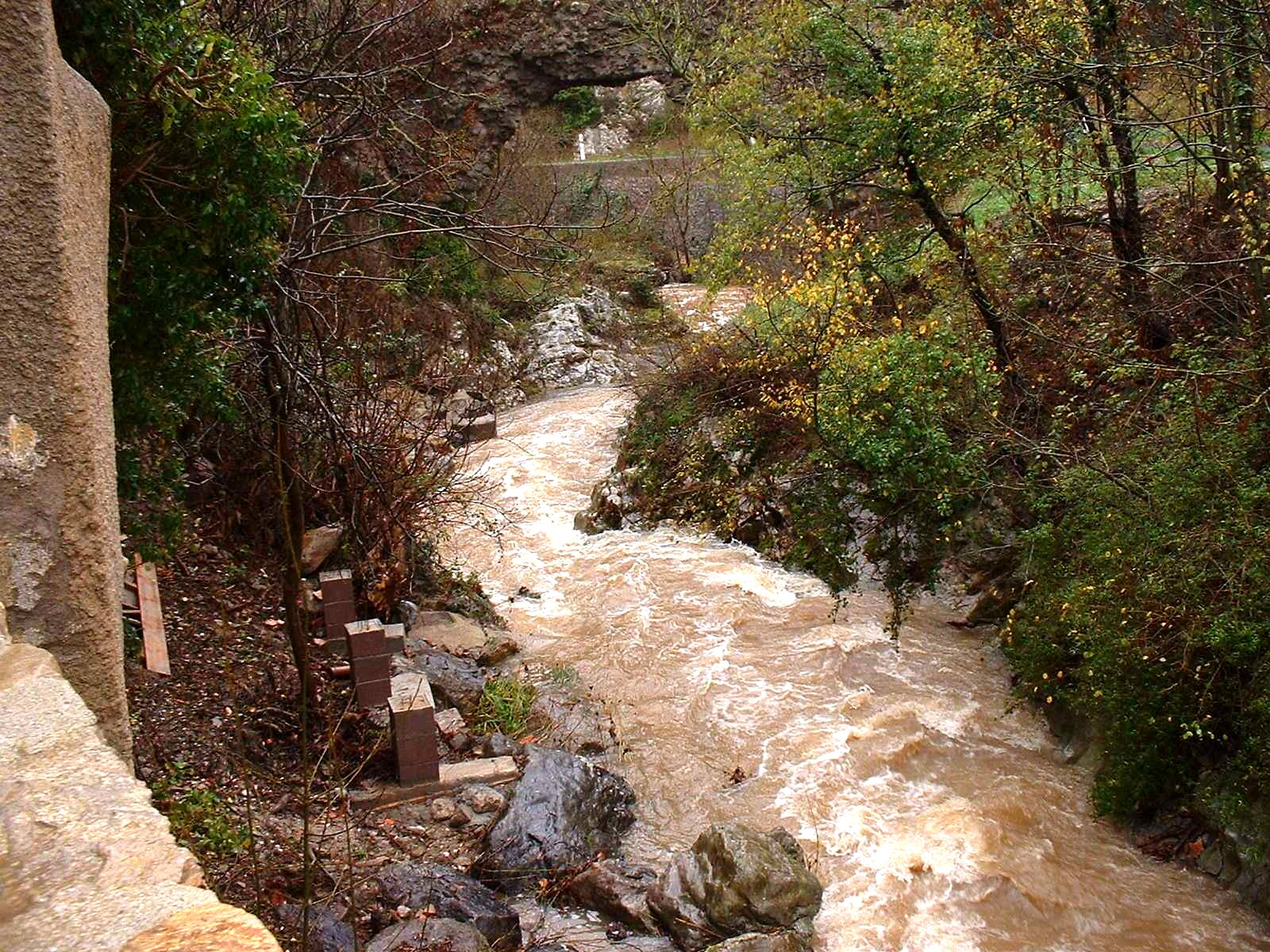
Le Sou de Laroque en crue à Laroque-de-Fa.

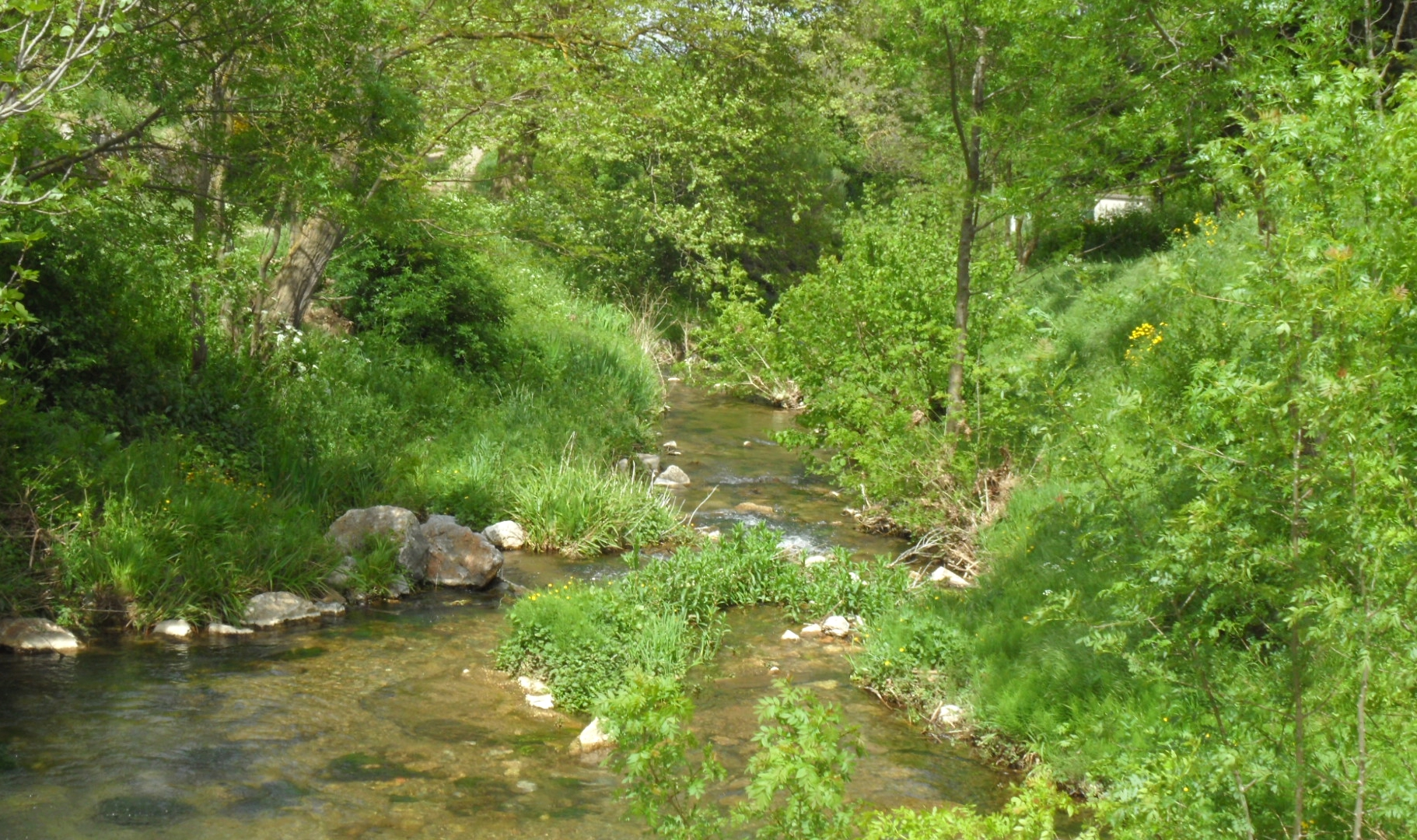
Le Sou de Laroque au printemps à Laroque-de-Fa.

La commune est traversée du sud au nord par le Sou de Laroque qui prend sa source au « Roc de Matefagine » sur le territoire de la commune voisine de Massac à seulement quelques mètres de la commune de Laroque-de-Fa. Il s'écoule sur 17,2 km jusqu'à se jeter dans l'Orbieu sur la commune de Vignevieille au lieu-dit Durfort après avoir passé les gorges du Terminet. En raison du climat son débit est très inconstant, de fortes pluies provoquent rapidement des crues comme sur cette photo tandis que l'été les périodes très sèches réduisent son débit à un mince filet d'eau. On y trouve des poissons de rivières comme le chevaine, la truite fario, le vairon mais aussi des anguilles et des écrevisses. Des ruisseaux se jettent dans le Sou sur la commune, d'amont en aval : le « ruisseau de Charbonnière », le « ruisseau des Canats » et le « ruisseau de Vignegairet » pour les principaux.
Quelques points d'eau situés sur la commune sont pompés et acheminés vers le château d'eau communal, enterré sur un versant de la « colline de la Cigale », après filtration, l'eau est redistribuée aux habitants. D'après une étude sanitaire de 2006, l'eau de Laroque est considérée comme l'une des meilleures et moins chères du département.

### Climat
Pour des articles plus généraux, voir Climat de l'Occitanie et Climat de l'Aude.
En 2010, le climat de la commune est de type climat méditerranéen altéré, selon une étude s'appuyant sur une série de données couvrant la période 1971-2000. En 2020, Météo-France publie une typologie des climats de la France métropolitaine dans laquelle la commune est dans une zone de transition entre le climat de montagne et le climat méditerranéen et est dans une zone de transition entre les régions climatiques « Pyrénées orientales » et « Provence, Languedoc-Roussillon »0.
Pour la période 1971-2000, la température annuelle moyenne est de 13,3 °C, avec  une amplitude thermique annuelle de 15 °C. Le cumul annuel moyen de précipitations est de 918 mm, avec 9,1 jours de précipitations en janvier et 4,3 jours en juillet. Pour la période 1991-2020 la température moyenne annuelle observée sur la station météorologique la plus proche, située sur la commune de Mouthoumet à 3 km à vol d'oiseau, est de 12,5 °C et le cumul annuel moyen de précipitations est de 837,6 mm,. Pour l'avenir, les paramètres climatiques de la commune estimés pour 2050 selon différents scénarios d’émission de gaz à effet de serre sont consultables sur un site dédié publié par Météo-France en novembre 2022.

### Voies de communication et transports

#### Voie routière
Laroque-de-Fa est traversée par l'ancienne nationale 613 qui va de Narbonne à Ax-les-Thermes en traversant les Corbières sur cette route, le village est situé entre le col de Bedos (485 m) d'où part une autre route vers Termes puis Lagrasse et le col des Fourches (540 m) qui mène au plateau de Mouthoumet puis à Couiza. Une autre route part à l'est vers Davejean passant le col de Saint-Martin (492 m), elle rejoint plus loin Tuchan. Du village, deux routes partent vers le sud, l'une rejoint Massac et les châteaux cathares par le col de Cascagne (540 m) l'autre, en cul-de-sac permet d'atteindre les lieux-dits de Borde-Grande et Carcasses.

#### Transport ferroviaire
La gare la plus proche est la gare de Lézignan-Corbières située sur la ligne Bordeaux - Sète, desservie par le TER. De la gare de Narbonne à peine plus éloignée partent des TGV.

#### Aéroports
Les aéroports de Carcassonne Salvaza et Perpignan-Rivesaltes sont les plus proches, ils permettent des liaisons vers plusieurs aéroports internationaux européens.

#### Transports
Une ligne de bus hebdomadaire, destinée au transport scolaire, rejoint Narbonne.

### Milieux naturels et biodiversité

#### Réseau Natura 2000

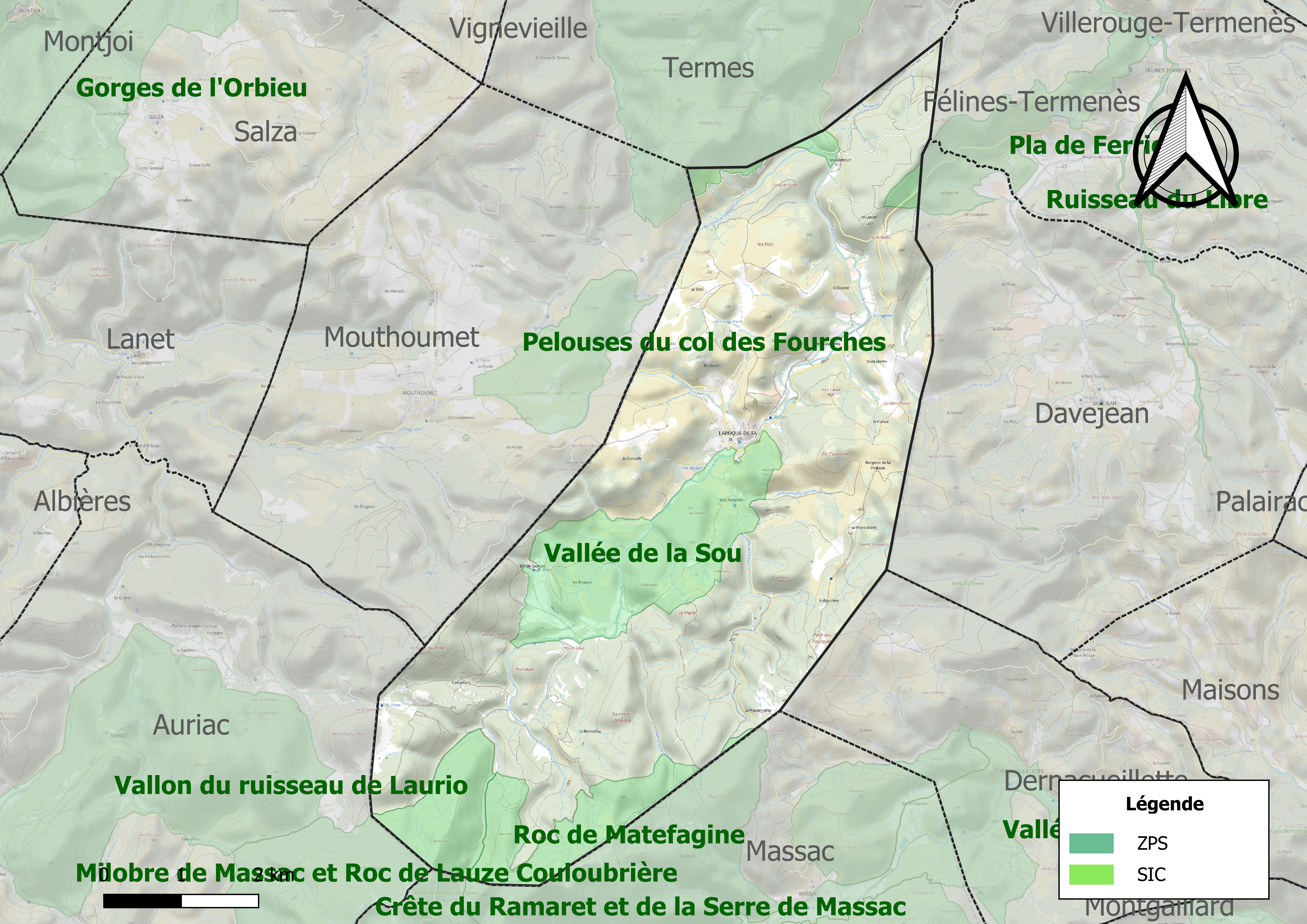
Site Natura 2000 sur le territoire communal.

Le réseau Natura 2000 est un réseau écologique européen de sites naturels d'intérêt écologique élaboré à partir des directives habitats et oiseaux, constitué de zones spéciales de conservation (ZSC) et de zones de protection spéciale (ZPS). Un site Natura 2000 a été défini sur la commune au titre de la directive habitats :
- la « vallée de l'Orbieu », d'une superficie de 17 765 ha, servant d'habitat, entre autres, pour le Barbeau méridional et du Desman des Pyrénées en limite nord de répartition[17]

et un au titre de la directive oiseaux :
- les « hautes Corbières », d'une superficie de 28 398 ha, accueillant une avifaune riche et diversifiée : rapaces tels que les Busards, l'Aigle Royal, le Circaète Jean-le-Blanc, qui trouvent sur place des conditions favorables à la nidification et à leur alimentation du fait de l'importance des milieux ouverts[18].

#### Zones naturelles d'intérêt écologique, faunistique et floristique
L’inventaire des zones naturelles d'intérêt écologique, faunistique et floristique (ZNIEFF) a pour objectif de réaliser une couverture des zones les plus intéressantes sur le plan écologique, essentiellement dans la perspective d’améliorer la connaissance du patrimoine naturel national et de fournir aux différents décideurs un outil d’aide à la prise en compte de l’environnement dans l’aménagement du territoire. Cinq ZNIEFF de type 1 sont recensées sur la commune :
- le « milobre de Massac et Roc de Lauze Couloubrière » (515 ha), couvrant 4 communes du département[20] ;
- le « pla de Ferriol » (129 ha), couvrant 3 communes du département[21] ;
- le « roc de Matefagine » (512 ha), couvrant 2 communes du département[22] ;
- la « vallée de la Sou » (237 ha)[23] ;
- la « vallée du Sou à Termes » (751 ha), couvrant 3 communes du département[24] ;

et deux ZNIEFF de type 2, :
- les « Corbières centrales » (68 810 ha), couvrant 56 communes dont 54 dans l'Aude et 2 dans les Pyrénées-Orientales[25] ;
- les « Corbières occidentales » (59 005 ha), couvrant 66 communes du département[26].

Carte des ZNIEFF de type 1 et 2 à Laroque-de-Fa.
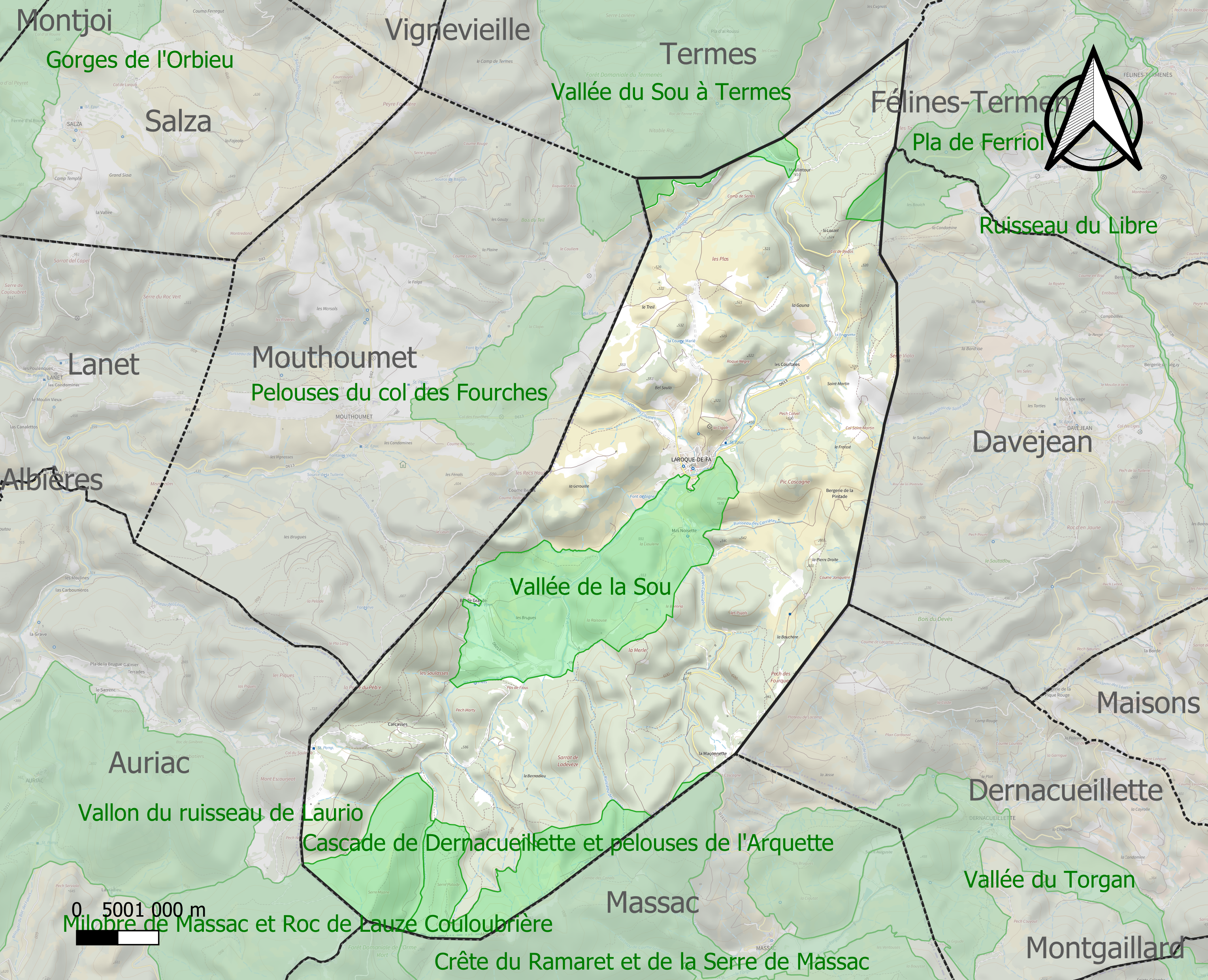
Carte des ZNIEFF de type 1 sur la commune.
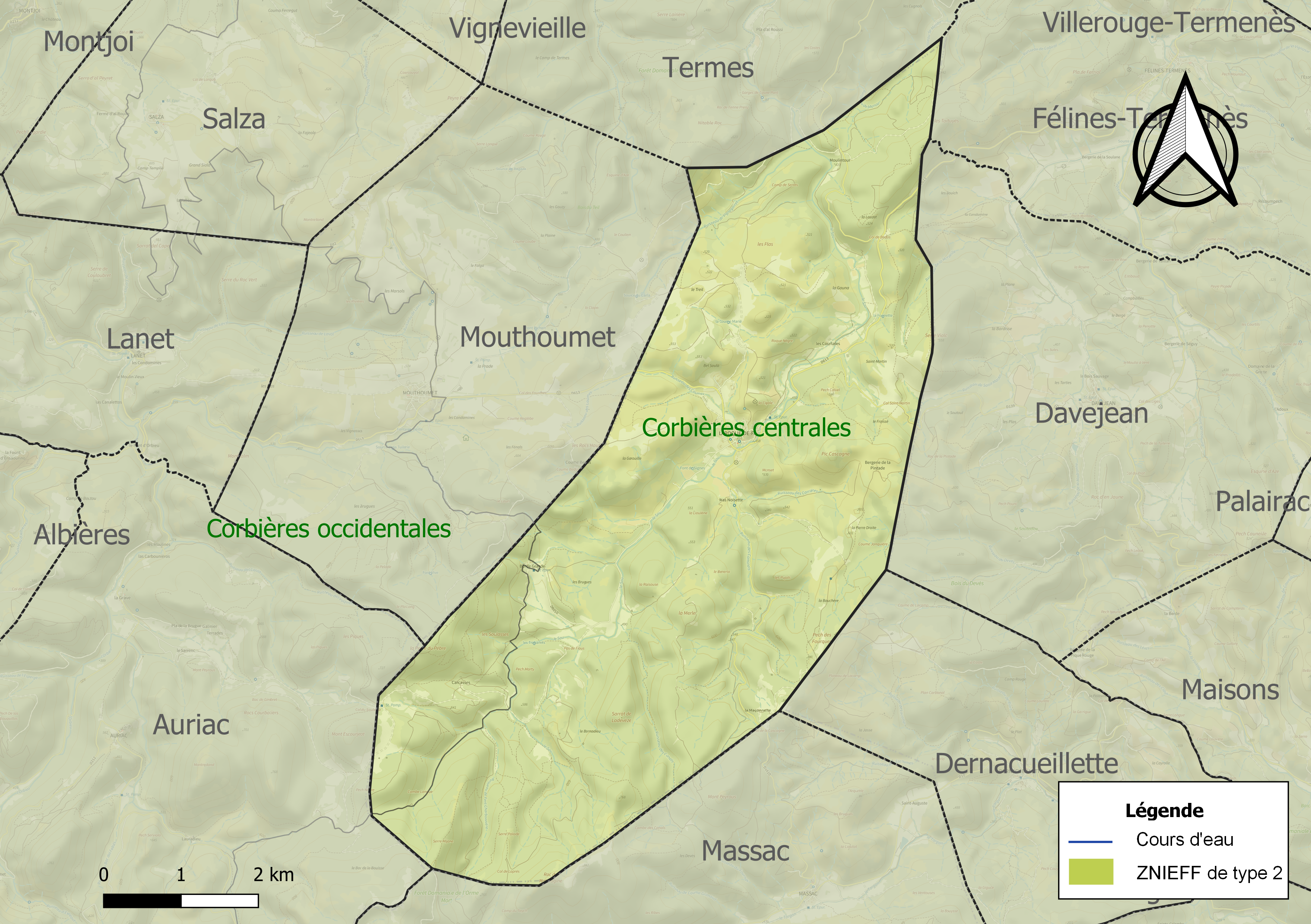
Carte des ZNIEFF de type 2 sur la commune.

## Urbanisme

### Typologie
Au 1er janvier 2024, Laroque-de-Fa est catégorisée commune rurale à habitat dispersé, selon la nouvelle grille communale de densité à 7 niveaux définie par l'Insee en 2022.
Elle est située hors unité urbaine et hors attraction des villes,.

### Occupation des sols
L'occupation des sols de la commune, telle qu'elle ressort de la base de données européenne d’occupation biophysique des sols Corine Land Cover (CLC), est marquée par l'importance des forêts et milieux semi-naturels (92,5 % en 2018), une proportion sensiblement équivalente à celle de 1990 (92,9 %). La répartition détaillée en 2018 est la suivante :
forêts (53,1 %), milieux à végétation arbustive et/ou herbacée (39,4 %), zones agricoles hétérogènes (5,9 %), prairies (1,6 %). L'évolution de l’occupation des sols de la commune et de ses infrastructures peut être observée sur les différentes représentations cartographiques du territoire : la carte de Cassini (XVIIIe siècle), la carte d'état-major (1820-1866) et les cartes ou photos aériennes de l'IGN pour la période actuelle (1950 à aujourd'hui).

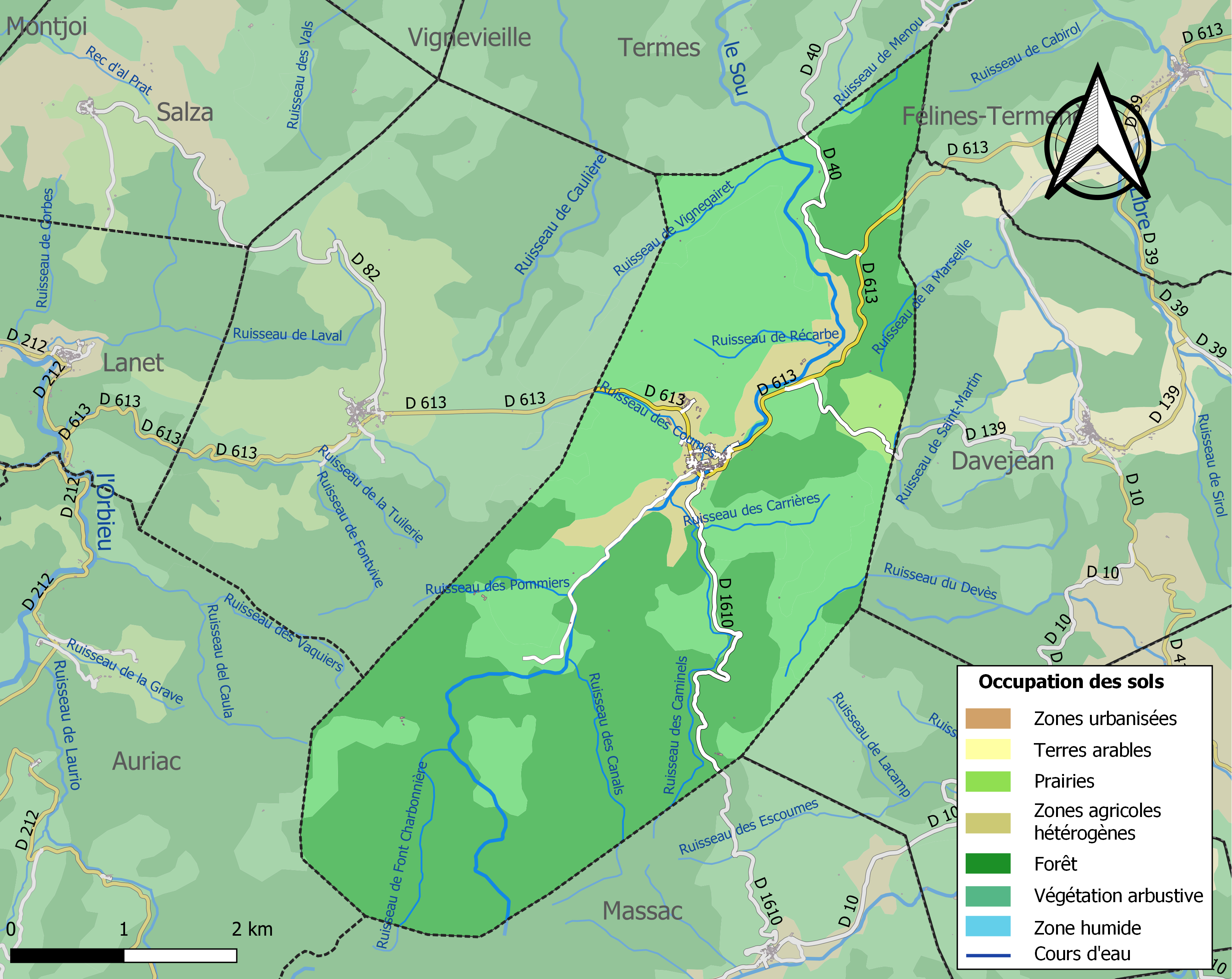
Carte des infrastructures et de l'occupation des sols de la commune en 2018 (CLC).

### Logement

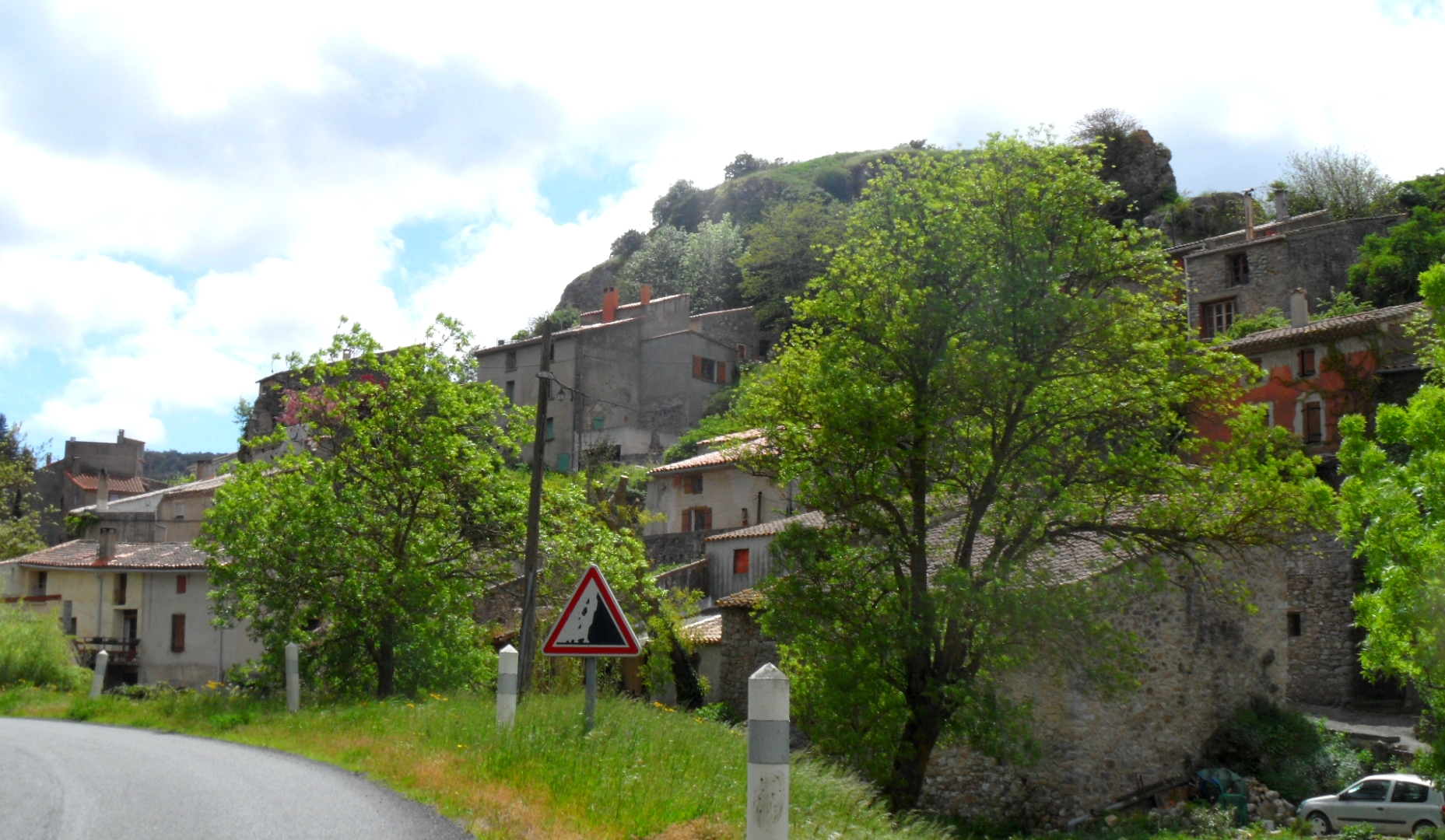
Maisons au bord du Sou.

En 2009, le nombre total de logements dans la commune était de 102.
Parmi ces logements 54,5 % étaient des résidences principales, 42,4 % des résidences secondaires et 3 % des logements vacants. Ces logements étaient pour 93,1 % d'entre eux des maisons individuelles et pour 6 % des appartements.
La proportion de résidences principales, propriétés de leurs occupant était de 67,3 %.

### Lieux-dits et écarts
On trouve plusieurs lieux-dits sur la commune. Les deux principaux sont, au sud, Bordes-Grande où s'est installé une ferme éducative et écologique entretenue par le conseil général et les Carcassès ancien fief indépendant vendu au roi Louis IX par Olivier de Termes en 1260, rattaché à la commune au XIXe siècle, il est constitué aujourd'hui de corps de fermes, remis en état par les actuels propriétaires pour servir de gîtes ruraux. On trouve aussi le Moulin de Cabrol, le Moulin de Saint Jean et la Baraque de Chambord qui sont tous habités.

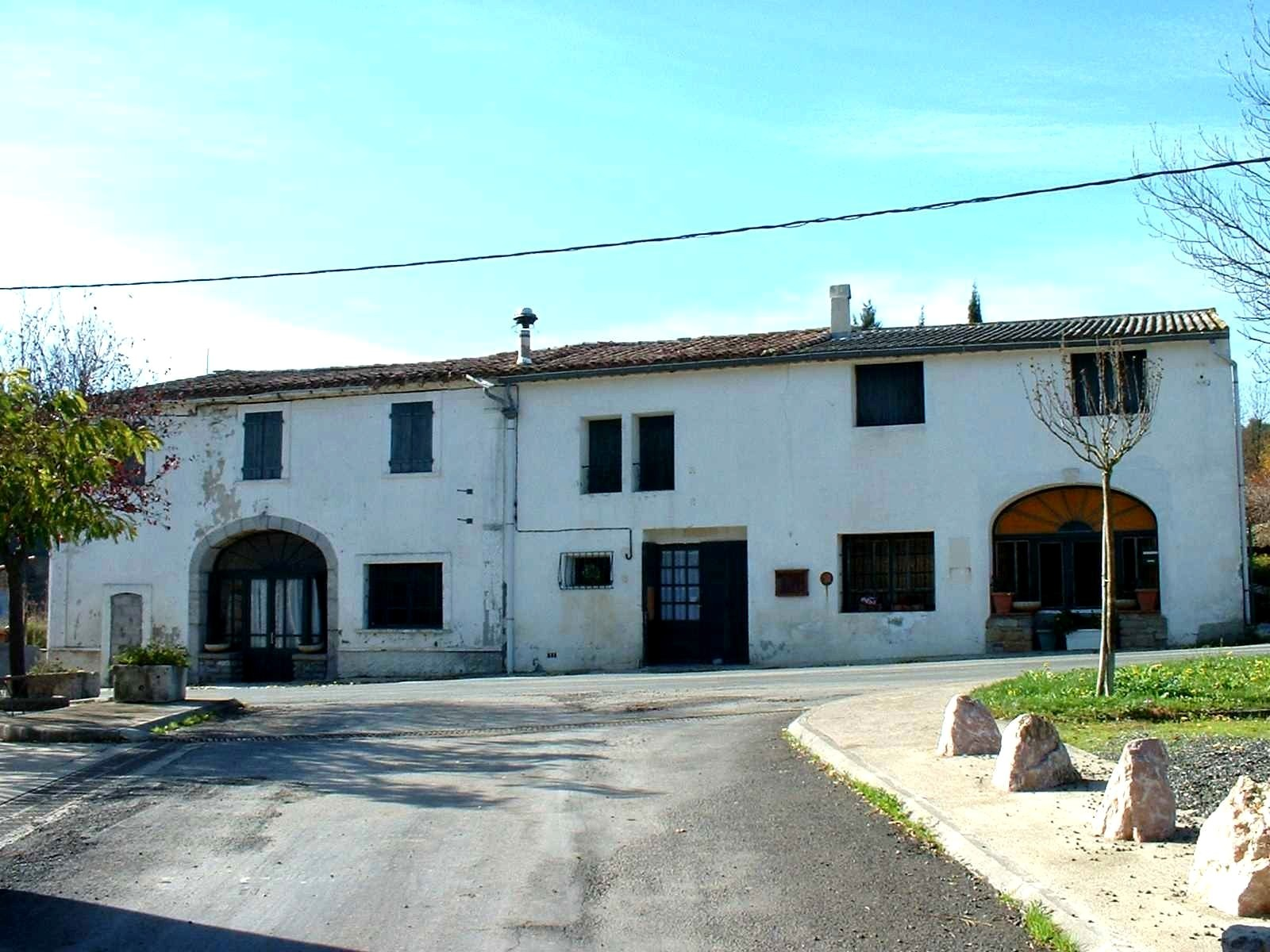
Ancienne auberge, relais de poste.
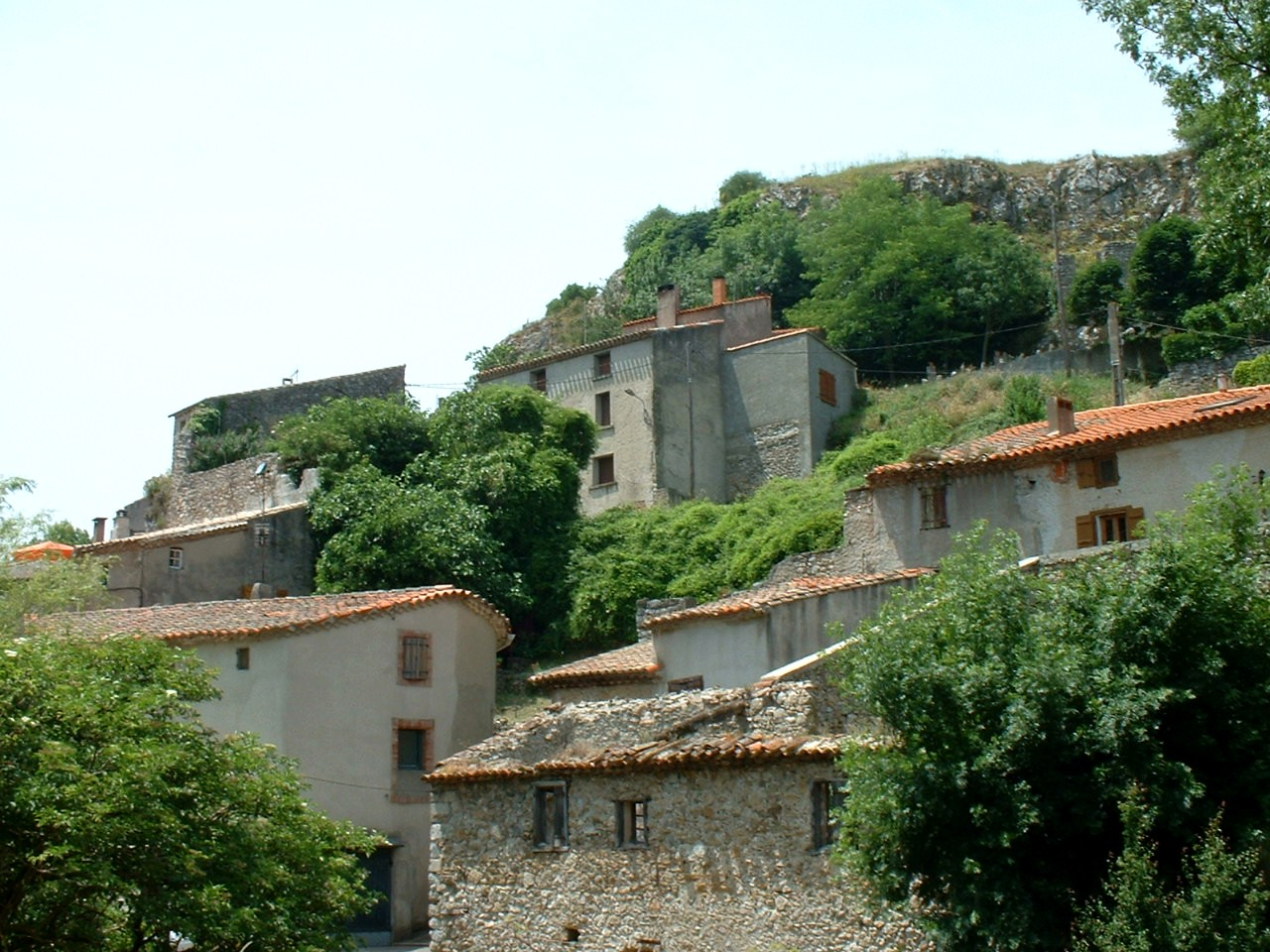
Village ancien construit sur le rocher.
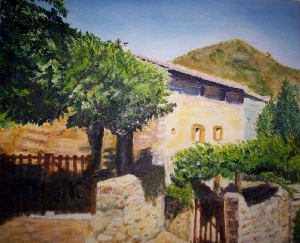
Laroque-de-Fa, propriété du poète Raymond Busquet.
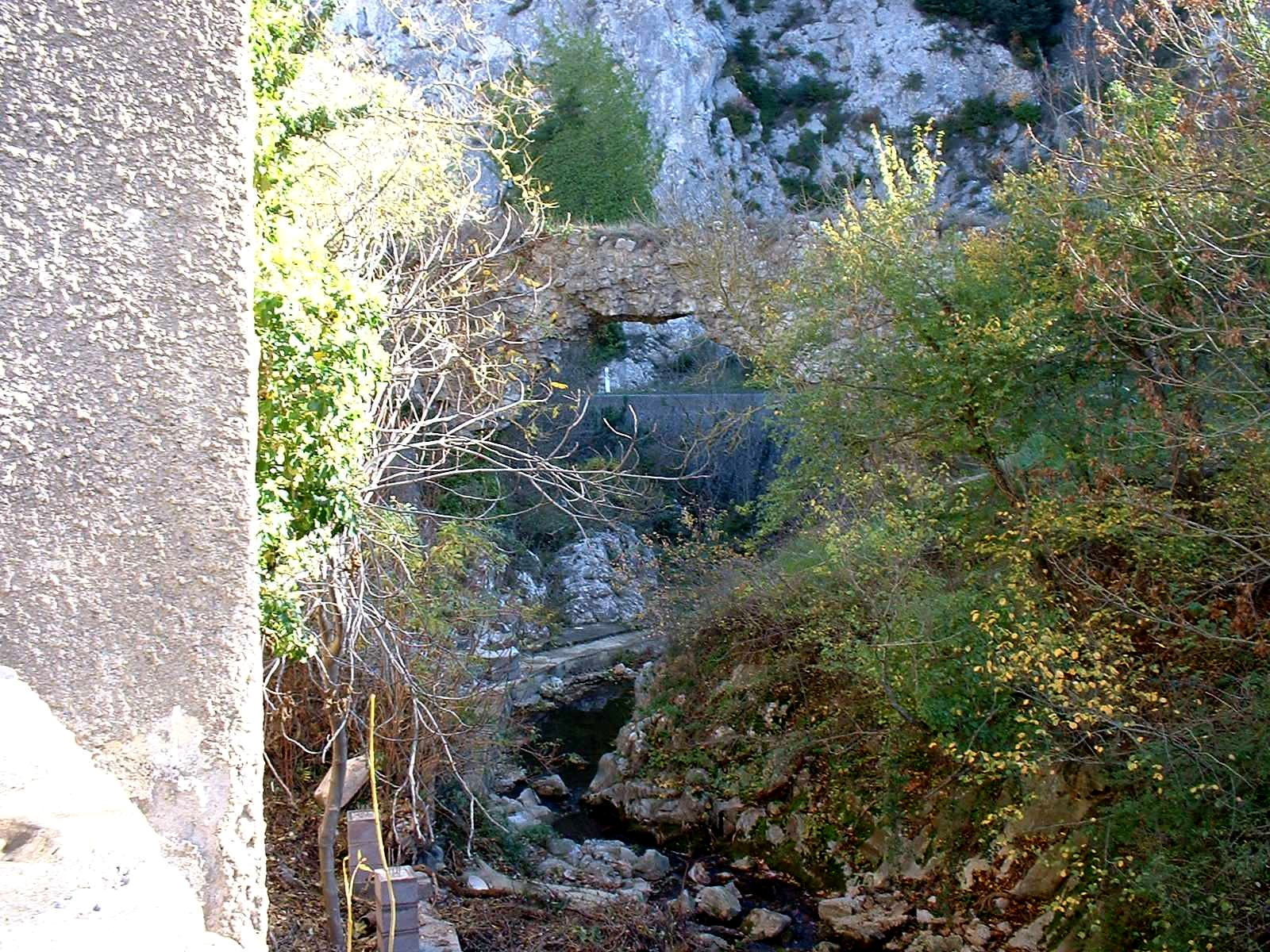
Ancien aqueduc sur le Sou.
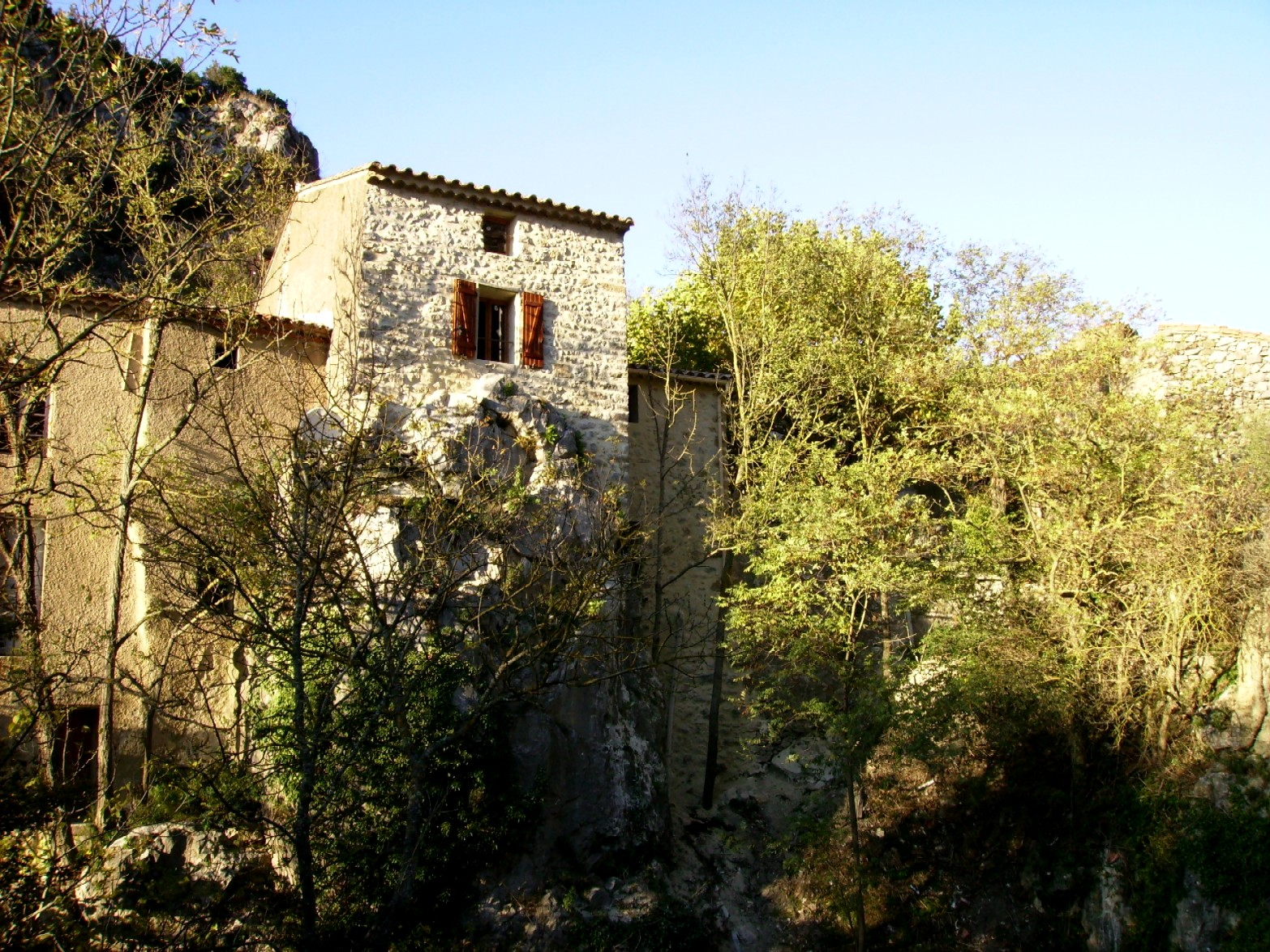
Maison construite sur la rive du Sou.

### Risques majeurs
Le territoire de la commune de Laroque-de-Fa est vulnérable à différents aléas naturels : météorologiques (tempête, orage, neige, grand froid, canicule ou sécheresse), feux de forêts et séisme (sismicité faible). Il est également exposé à un risque particulier : le risque de radon. Un site publié par le BRGM permet d'évaluer simplement et rapidement les risques d'un bien localisé soit par son adresse soit par le numéro de sa parcelle.

#### Risques naturels

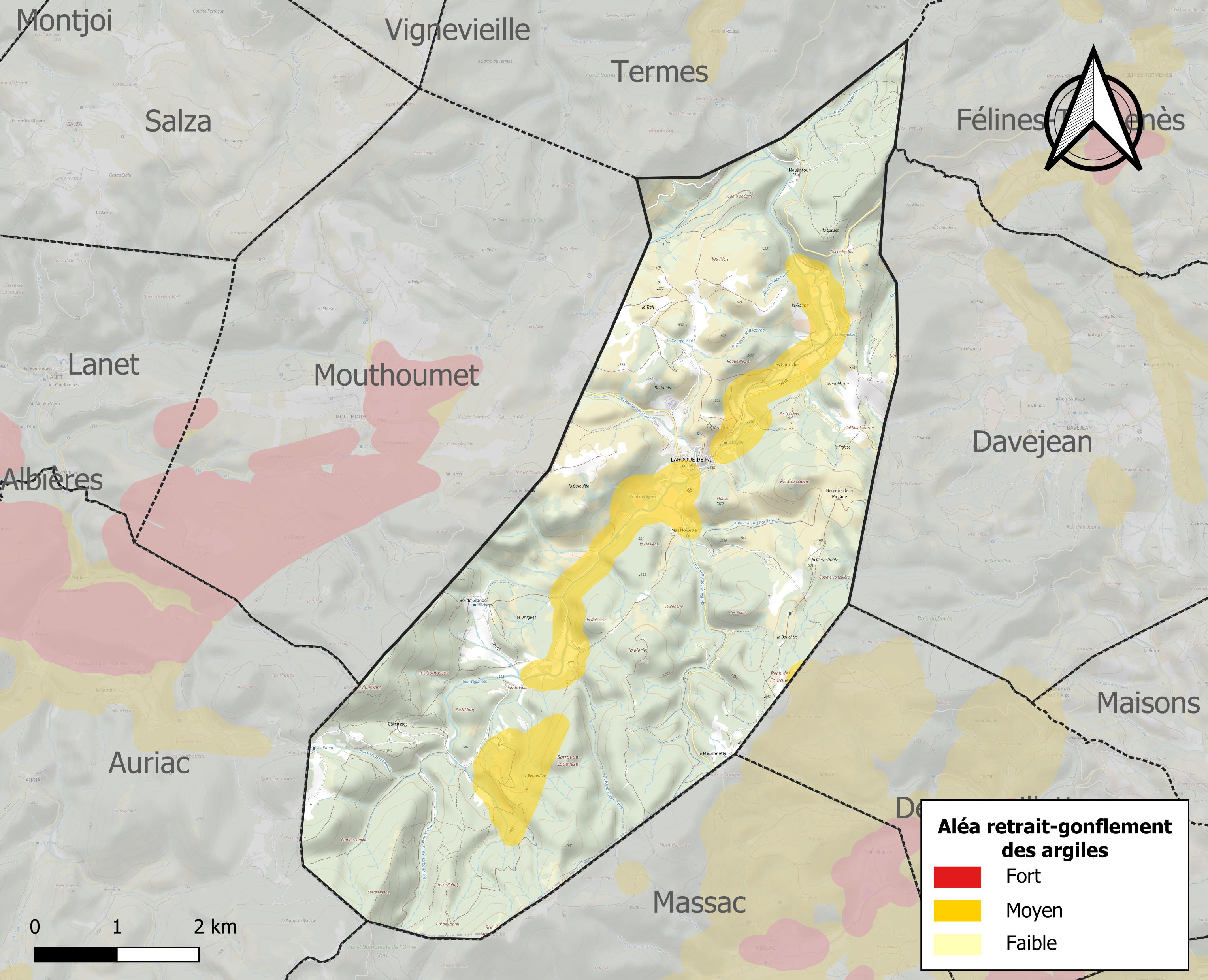
Carte des zones d'aléa retrait-gonflement des sols argileux de Laroque-de-Fa.

Le retrait-gonflement des sols argileux est susceptible d'engendrer des dommages importants aux bâtiments en cas d’alternance de périodes de sécheresse et de pluie. 11,2 % de la superficie communale est en aléa moyen ou fort (75,2 % au niveau départemental et 48,5 % au niveau national). Sur les 109 bâtiments dénombrés sur la commune en 2019, 51 sont en aléa moyen ou fort, soit 47 %, à comparer aux 94 % au niveau départemental et 54 % au niveau national. Une cartographie de l'exposition du territoire national au retrait gonflement des sols argileux est disponible sur le site du BRGM,.

#### Risque particulier
Dans plusieurs parties du territoire national, le radon, accumulé dans certains logements ou autres locaux, peut constituer une source significative d’exposition de la population aux rayonnements ionisants. Certaines communes du département sont concernées par le risque radon à un niveau plus ou moins élevé. Selon la classification de 2018, la commune de Laroque-de-Fa est classée en zone 3, à savoir zone à potentiel radon significatif.

## Toponymie
Laroque de fa, en latin Rupe de Fano ou Roca de fano, c'est-à-dire le rocher du temple, porte dans son nom son titre d'origine romaine et hiératique.
D'après la tradition locale et ancestrale, il est dit que le village abritait au temps des Romains un temple dédié à Jupiter (d’où le nom Fa pour Fanum). Il est difficile de confirmer ceci mais ce n'est pas impossible puisque l'on sait, d'après les fouilles, que la région servait de base arrière aux troupes romaines  pour la conquête de l'Hispanie, on retrouve d'ailleurs à plusieurs endroits alentour (Rennes, Alet et Limoux), des traces d'installations des Romains profitant des termes offertes par la géologie.

## Histoire

### Préhistoire
L'homme était présent dès la préhistoire, on trouve deux sites préhistoriques dans les environs, la nécropole mégalithique de la Clape,, entre Laroque-de-Fa et Massac et le dolmen de Coume Jonquières,.

### Moyen Âge
À la faveur de l'invasion des Normands, des dévastations des Sarrasins et des discordes politiques qui en furent la conséquence, les seigneurs avaient senti le besoin de se défendre et de se grouper, agrandissant ainsi leur puissance et aboutissant en définitive à obtenir, au Xe siècle, l'hérédité des terres et des charges. C'est le début de la féodalité.
À l'époque carolingienne, on emploie indifféremment les deux mots pagus et comitatus pour désigner une même circonscription. Le territoire actuel de l'Aude avait dépendu, à l'époque romaine, partie Civitas Narbonae et partie Civitas Tolosae.
La cité de Narbonne fut, à la période carolingienne, divisée en six Pagi : le Narbonnais, le Minervois, le Fenouillède, le Peyrepertuzès, le Razès et le Carcassès.
Le Peyrepertuzès (Pagus Petrapertusensis) tire son nom du château Peyrepertuse ; sa circonscription correspond aux cantons de Tuchan et de Mouthoumet. Plus tard, ce pagus servira à former au XIIIe siècle, le Termenès et la viguerie de Peyrepertuse, dont faisait partie la commune de Laroque-de-Fa.
En 1167, Bernard de Balbonne était seigneur de La Roque-de-Fa. Le traité de Paris (1229) avait stipulé la soumission de Raymond VII, comte de Toulouse, et le mariage de sa fille Jeanne avec Alphonse de Poitiers, frère du roi Louis IX. Alphonse étant mort sans enfant, le comté de Toulouse, donc la partie ouest du département de l'Aude, fut uni à la Couronne (1271). À son tour, Raimond II Trencavel, vicomte de Carcassonne, se soumit au pouvoir du roi (1246-1247), et apporta ainsi au domaine royal, la partie centrale du département de l'Aude. Le reste fut annexé en 1258 par la cession qu'en fit à Louis IX, le roi Jacques d'Aragon roi de Majorque. Ce lieu disputé au XIIIe siècle entre les seigneurs de Termes et l'abbaye de Lagrasse fut vendu au roi Louis IX par Olivier de Termes. À Laroque-de-Fa, lors de la grande révolte occitane de 1240, Olivier de Termes fut assiégé par les troupes royales. Le domaine de Carcassès fut vendu au roi par Olivier de Termes en 1260. Le commandeur du temple de Notre-Dame de Peyrens rendait la justice à La Roque-de-Fa entre 1273 et 1285. En 1557, Françoise d'Arse était seigneuresse à Laroque-de-Fa et en 1607, Jean de Montredon est mentionné comme seigneur. En 1695 Bernard de Barre acquiert du roi la seigneurie de La Roque-de-Fa et André de Barre le racheta au roi le 6 mai 1666.

### XXe
Quelques instantanés de l'histoire récente de Laroque du début du XXe siècle, repris par le généalogiste Stéphane Guizard à partir de documents d'archives. On découvre qu'en 1907, Laroque faisait partie des quatre communes du canton sur les 18, à posséder l'électricité et le télégraphe. On remarque aussi que la commune était bien pourvue en commerces et services, disparus aujourd'hui :
En 1907 Laroque-de-Fa disposait de l'électricité et du télégraphe, d'une école, d'un docteur, d'auberges, d'un boucher, d'un boulanger, d'un cordonnier, d'une épicerie, d'un maréchal ferrant et d'une menuisier.
En 1926 le village disposait, en plus, d'un pharmacien, d'un marchand de bestiaux, d'un marchand de bois, de cafés, de charbonniers, de maçons et d'un tabac.
En 1935 on retrouvait toujours ces services à Laroque-de-Fa.
En 1949 on trouvait encore une école, un médecin, un boucher, une épicerie et deux cafés.

### XXIe

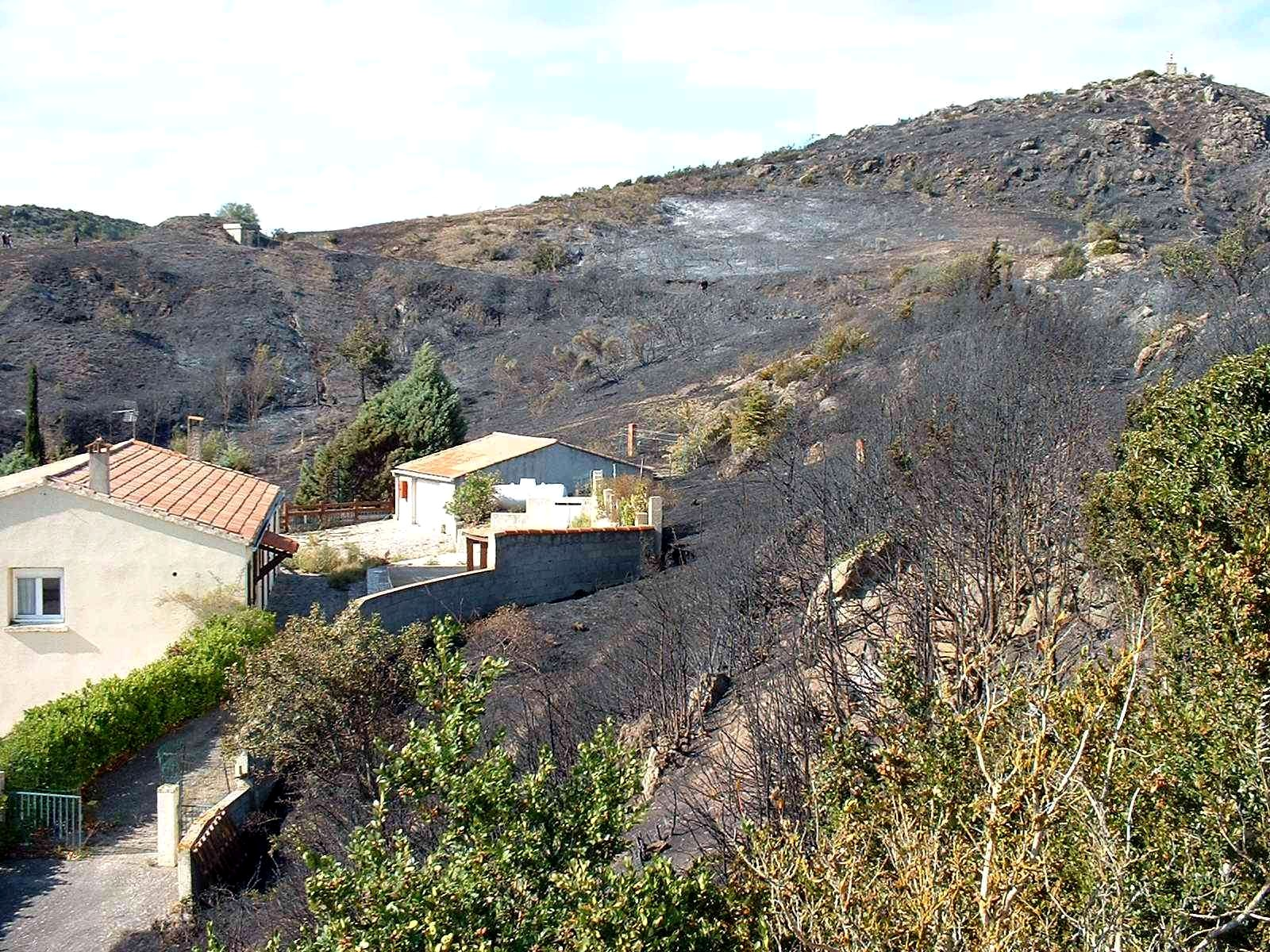
Incendie en août 2006.

En août 2006, un violent incendie a détruit une grande partie de la végétation au nord-est du village, il a fallu plusieurs heures aux forces d'intervention pour circonscrire le sinistre avec l'intervention de canadairs.

## Politique et administration
Laroque-de-Fa est une commune de l'Aude appartenant à l'arrondissement de Carcassonne et à la communauté de communes du Massif de Mouthoumet. Sur le plan politique, la commune fait partie de la troisième circonscription de l'Aude et du canton de Mouthoumet.
Laroque-de-Fa appartient au canton de Mouthoumet depuis sa création le 4 novembre 1801, en remplacement des anciens cantons de Bouisse et Félines-Termenès, créés sous l'ancien régime. Aujourd'hui ce canton est constitué de 18 communes, il est l'un des cantons les moins denses de France et d'Europe avec une densité de 5,1 hab/km2.

### Tendances politiques et résultats
Lors du 1er tour de l'élection présidentielle française de 2002 Lionel Jospin est arrivé en tête avec 18 voix et 24,5 % devant Jean Saint-Josse (15 voix et 20,5 %) et Jacques Chirac (14 voix et 19 %). Au 2d tour Jacques Chirac l'emporte avec 54 voix et 76 % contre 17 voix et 24 % pour Jean-Marie Le Pen.
Au 1er tour de l'élection présidentielle française de 2007 Nicolas Sarkozy est arrivé en tête avec 27 voix et 35 % devant Ségolène Royal (25 voix et 32,5 %) et François Bayrou (12 voix et 15,5 %). Au 2d tour Ségolène Royal arrive en tête d'une seule voix avec 39 voix et 50,5 % contre 38 voix et 49,5 % pour Nicolas Sarkozy.
Le 1er tour de l'élection présidentielle française de 2012 a amené en tête Jean-Luc Mélenchon avec 21 voix et 27,5 % devant Nicolas Sarkozy et François Hollande (16 voix et 21 % chacun). Au 2d tour François Hollande l'a emporté de 4 voix avec 37 voix et 53 % contre 33 voix et 47 %.
Il est difficile de déterminer une orientation politique claire pour la commune contrairement à la plupart des communes des Corbières qui sont des communes de gauche ayant des penchants pour l'extrême droite et l'extrême gauche. À Laroque-de-Fa, la droite emporte plus de voix que dans les communes voisines mais les résultats varient beaucoup plus d'une élection à l'autre.

### Politique environnementale
Laroque-de-fa fait partie de la zone natura 2000 « Hautes-Corbières » s'étend de Dernacueillette à Espéraza d'est en ouest et jusqu'à Villebazy au nord couvrant ainsi toute la partie centrale du massif des Corbières. L'altitude varie de 220 m à 924 m. Cette zone fait partie de la directive oiseaux qui a pour but la conservation des oiseaux sauvages. On y trouve l'aigle royal, le circaète Jean-le-Blanc, le crave à bec rouge, le faucon pèlerin, le grand-duc d'Europe, le martin-pêcheur d'Europe, le milan royal ou encore le vautour fauve.

### Jumelages
Au 15 décembre 2012, Laroque-de-Fa n'est jumelée avec aucune commune.

## Population et société

### Démographie

#### Évolution démographique
L'évolution du nombre d'habitants est connue à travers les recensements de la population effectués dans la commune depuis 1793. Pour les communes de moins de 10 000 habitants, une enquête de recensement portant sur toute la population est réalisée tous les cinq ans, les populations de référence des années intermédiaires étant quant à elles estimées par interpolation ou extrapolation. Pour la commune, le premier recensement exhaustif entrant dans le cadre du nouveau dispositif a été réalisé en 2007.

En 2022, la commune comptait 141 habitants, en évolution de −5,37 % par rapport à 2016 (Aude : +2,65 %, France hors Mayotte : +2,11 %).
| 1793 | 1800 | 1806 | 1821 | 1831 | 1836 | 1841 | 1846 | 1851 |
| ---- | ---- | ---- | ---- | ---- | ---- | ---- | ---- | ---- |
| 330  | 252  | 292  | 308  | 351  | 364  | 352  | 339  | 388  |

| 1856 | 1861 | 1866 | 1872 | 1876 | 1881 | 1886 | 1891 | 1896 |
| ---- | ---- | ---- | ---- | ---- | ---- | ---- | ---- | ---- |
| 353  | 345  | 318  | 317  | 301  | 305  | 326  | 278  | 295  |

| 1901 | 1906 | 1911 | 1921 | 1926 | 1931 | 1936 | 1946 | 1954 |
| ---- | ---- | ---- | ---- | ---- | ---- | ---- | ---- | ---- |
| 222  | 225  | 222  | 188  | 204  | 173  | 151  | 160  | 163  |

| 1962 | 1968 | 1975 | 1982 | 1990 | 1999 | 2006 | 2007 | 2012 |
| ---- | ---- | ---- | ---- | ---- | ---- | ---- | ---- | ---- |
| 140  | 99   | 83   | 152  | 154  | 144  | 151  | 152  | 146  |

| 2017 | 2022 | - | - | - | - | - | - | - |
| ---- | ---- | - | - | - | - | - | - | - |
| 151  | 141  | - | - | - | - | - | - | - |

C'est entre 1793 et 1896 que la commune est au maximum de sa population puis celle-ci baisse durant l'exode rural jusqu'en 1980.

#### Pyramide des âges
La population de la commune est relativement âgée.
En 2018, le taux de personnes d'un âge inférieur à 30 ans s'élève à 19,2 %, soit en dessous de la moyenne départementale (30,2 %). À l'inverse, le taux de personnes d'âge supérieur à 60 ans est de 33,1 % la même année, alors qu'il est de 32,9 % au niveau départemental.
En 2018, la commune comptait 81 hommes pour 70 femmes, soit un taux de 53,64 % d'hommes, largement supérieur au taux départemental (48,08 %).
Les pyramides des âges de la commune et du département s'établissent comme suit.
| Hommes | Classe d’âge | Femmes |
| ------ | ------------ | ------ |
| 0,0    | 90 ou +      | 2,9    |
| 7,4    | 75-89 ans    | 8,6    |
| 23,4   | 60-74 ans    | 24,3   |
| 30,9   | 45-59 ans    | 32,9   |
| 18,5   | 30-44 ans    | 12,9   |
| 11,1   | 15-29 ans    | 10,0   |
| 8,6    | 0-14 ans     | 8,6    |

| Hommes | Classe d’âge | Femmes |
| ------ | ------------ | ------ |
| 1      | 90 ou +      | 2,4    |
| 9,5    | 75-89 ans    | 11,8   |
| 21,2   | 60-74 ans    | 21,7   |
| 20,4   | 45-59 ans    | 20,3   |
| 16,3   | 30-44 ans    | 16,1   |
| 14,9   | 15-29 ans    | 13,1   |
| 16,6   | 0-14 ans     | 14,7   |

### Enseignement
La commune relève de l'académie de Montpellier.
Il n'y a aucune école à Laroque-de-Fa, l'école élémentaire voisine de Mouthoumet scolarise les enfants de Laroque-de-Fa.

### Santé
Il n'y a aucun service de santé dans le village, un médecin exerce dans les villages proches de Villerouge-Termenès et Saint-Laurent-de-la-Cabrerisse.
Les centres hospitaliers les plus proches sont ceux de Lézignan-Corbières, Limoux et Quillan.

### Sports
Le village possède quelques infrastructures, un terrain de tennis et un terrain de pétanque.
La 14e étape du Tour de France 2005 s'est déroulée le 16 juillet 2005 entre Agde et la station de sports d'hiver d'Ax 3 Domaines sur une distance de 220,5 km est passé à Laroque-de-Fa sur la D613. Elle a été emportée par l'autrichien Georg Totschnig.

### Associations
- Association communale de chasse (ACCA de Laroque-de-Fa)[62].
- Amicale des chasseurs de Laroque-de-Fa et Mouthoumet.
- Association de la sauvegarde de l'environnement et d'assistance patrimoniale (ASEAP)[62].
- Activités en zones rurales, expositions d'art et découverte du patrimoine, internet (Avanthi)[62].
- Bel Soula, tourisme à cheval.
- C.A.R.C.A.S.S.E.S, accueil des randonneurs.
- Club du troisième âge.
- Feux King's Mc Arel, activités physiques, sportives, intellectuelles et artistiques, informations scientifiques, techniques, économiques et sociales.
- L'arbre de soie.. De soi à la plante.. De la plante à soi, découverte des plantes dans leur milieu naturel.
- Loisirs Laroquois, organisation de manifestations de loisirs[62].
- Scion Laroquois, association de pêcheurs, entretien du Sou[62].

Un établissement et service d'accompagnement par le travail emploie environ 35 personnes ayant un léger handicap mental, accompagnées d'une dizaine d'éducateurs, ces personnes assurent des tâches d'entretien environnemental, élagage, débroussaillage, entretien de jardins et de domaines communaux. L'association Elan possédait depuis longtemps des locaux au centre du village, mais totalement insalubres après de nombreuses années d'occupation. Il a été décidé de reconstruire un nouveau centre à quelques centaines de mètres, il a été inauguré en 2004, et comprend des petits studios individuels.

## Économie

### Revenus
En 2018  (données INSEE publiées en septembre 2021), la commune compte 0 ménages fiscaux, regroupant 0 personnes. La médiane du revenu disponible par unité de consommation est de 0 € (19 240 € dans le département).

### Emploi
| Division       | 2008   | 2013   | 2018   |
| -------------- | ------ | ------ | ------ |
| Commune        | 6,8 %  | 10,9 % | 14,3 % |
| Département    | 10,2 % | 12,8 % | 12,6 % |
| France entière | 8,3 %  | 10 %   | 10 %   |

En 2018, la population âgée de 15 à 64 ans s'élève à 105 personnes, parmi lesquelles on compte 43,8 % d'actifs (29,5 % ayant un emploi et 14,3 % de chômeurs) et 56,2 % d'inactifs,. En  2018, le taux de chômage communal (au sens du recensement) des 15-64 ans est supérieur à celui du département et de la France, alors qu'en 2008 la situation était inverse.
La commune est hors attraction des villes,. Elle compte 47 emplois en 2018, contre 72 en 2013 et 72 en 2008. Le nombre d'actifs ayant un emploi résidant dans la commune est de 31, soit un indicateur de concentration d'emploi de 150,5 % et un taux d'activité parmi les 15 ans ou plus de 33,3 %.
Sur ces 31 actifs de 15 ans ou plus ayant un emploi, 17 travaillent dans la commune, soit 55 % des habitants. Pour se rendre au travail, 80,6 % des habitants utilisent un véhicule personnel ou de fonction à quatre roues, 9,7 % s'y rendent en deux-roues, à vélo ou à pied et 9,7 % n'ont pas besoin de transport (travail au domicile).

### Activités hors agriculture

#### Secteurs d'activités
Onze établissements sont implantés  à Laroque-de-Fa au 31 décembre 2019.
Le secteur du commerce de gros et de détail, des transports, de l'hébergement et de la restauration est prépondérant sur la commune puisqu'il représente 63,6 % du nombre total d'établissements de la commune (7 sur les 11 entreprises implantées  à Laroque-de-Fa), contre 32,3 % au niveau départemental.

### Emploi
En 2009, la population de Laroque-de-Fa se répartissait ainsi : 51,5 % d'actifs et 48,5 % d'inactifs dont 11,7 % de retraités et 3,9 % d'élèves, d'étudiants et de stagiaires non rémunérés.
Le taux de chômage était en 2009 de 13,3 %.

### Agriculture
|               | 1988 | 2000 | 2010 | 2020 |
| ------------- | ---- | ---- | ---- | ---- |
| Exploitations | 10   | 4    | 6    | 7    |
| SAU (ha)      | 166  | 352  | 1090 | 585  |

En 2020, l'orientation technico-économique de l'agriculture  sur la commune est la polyculture et/ou la polyculture-élevage. Sept exploitations agricoles ayant leur siège dans la commune sont dénombrées lors du recensement agricole de 2019 (dix en 1988). La superficie agricole utilisée est de 585 ha,.

### Commerce et entreprises

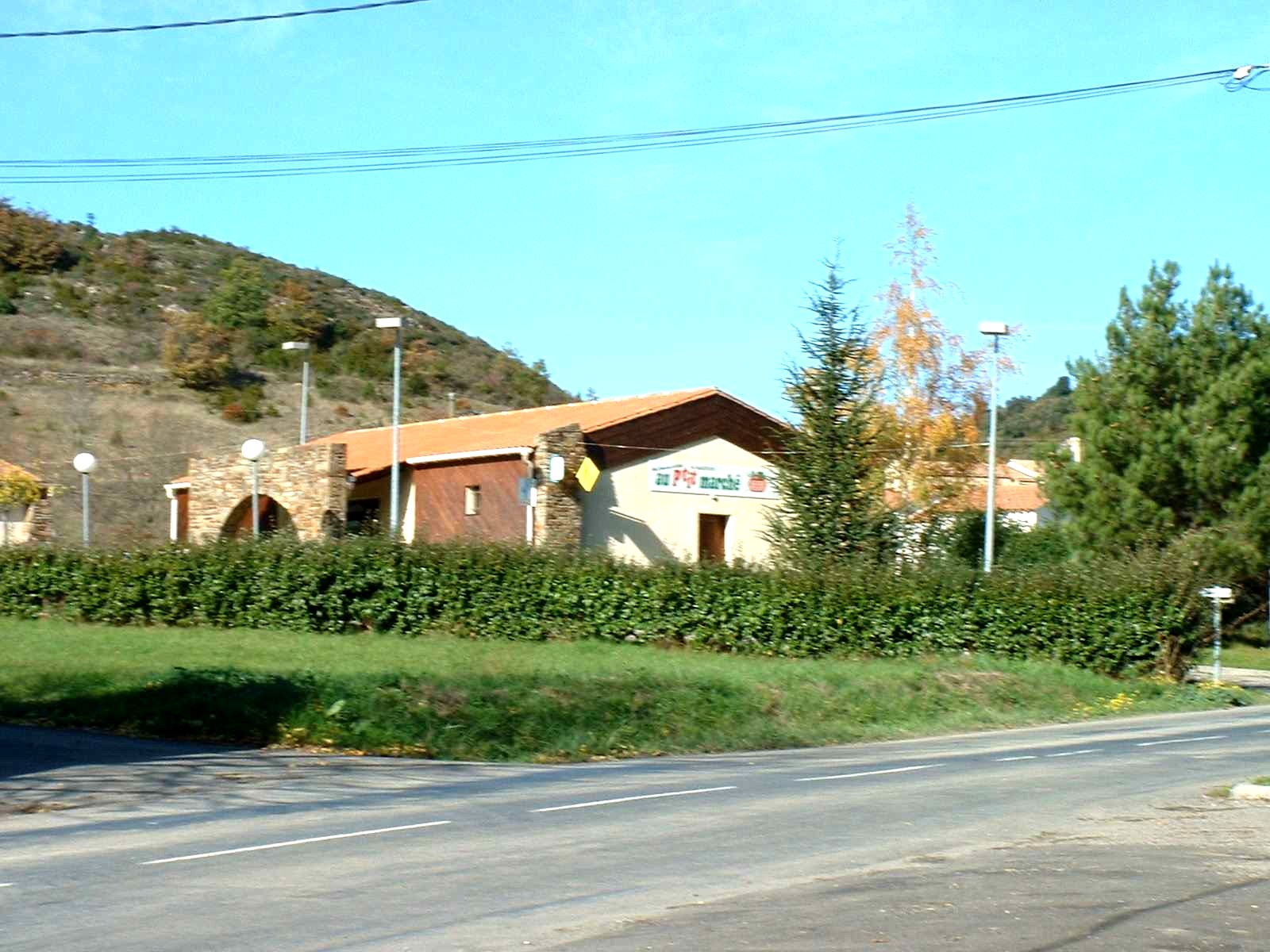
Supérette de Laroque-de-Fa.

Au 31 décembre 2010, Laroque-de-Fa comptait 22 établissements : neuf dans l’agriculture-sylviculture-pêche, aucun dans l'industrie, deux dans la construction, neuf dans le commerce-transports-services divers et deux relatifs au secteur administratif.
En 2011, une entreprise a été créée à Laroque-de-Fa dans le domaine du commerce-transports-services divers.
La supérette B&C épicerie de Laroque-de-Fa est l'un des seuls commerces du canton, elle a été primée à l'édition 2022 des Epicures de l'épicerie fine. Plusieurs marchands ambulants viennent régulièrement vendre leurs produits dans le village. Il y a aussi une conserverie et un garage automobile.

### Agriculture

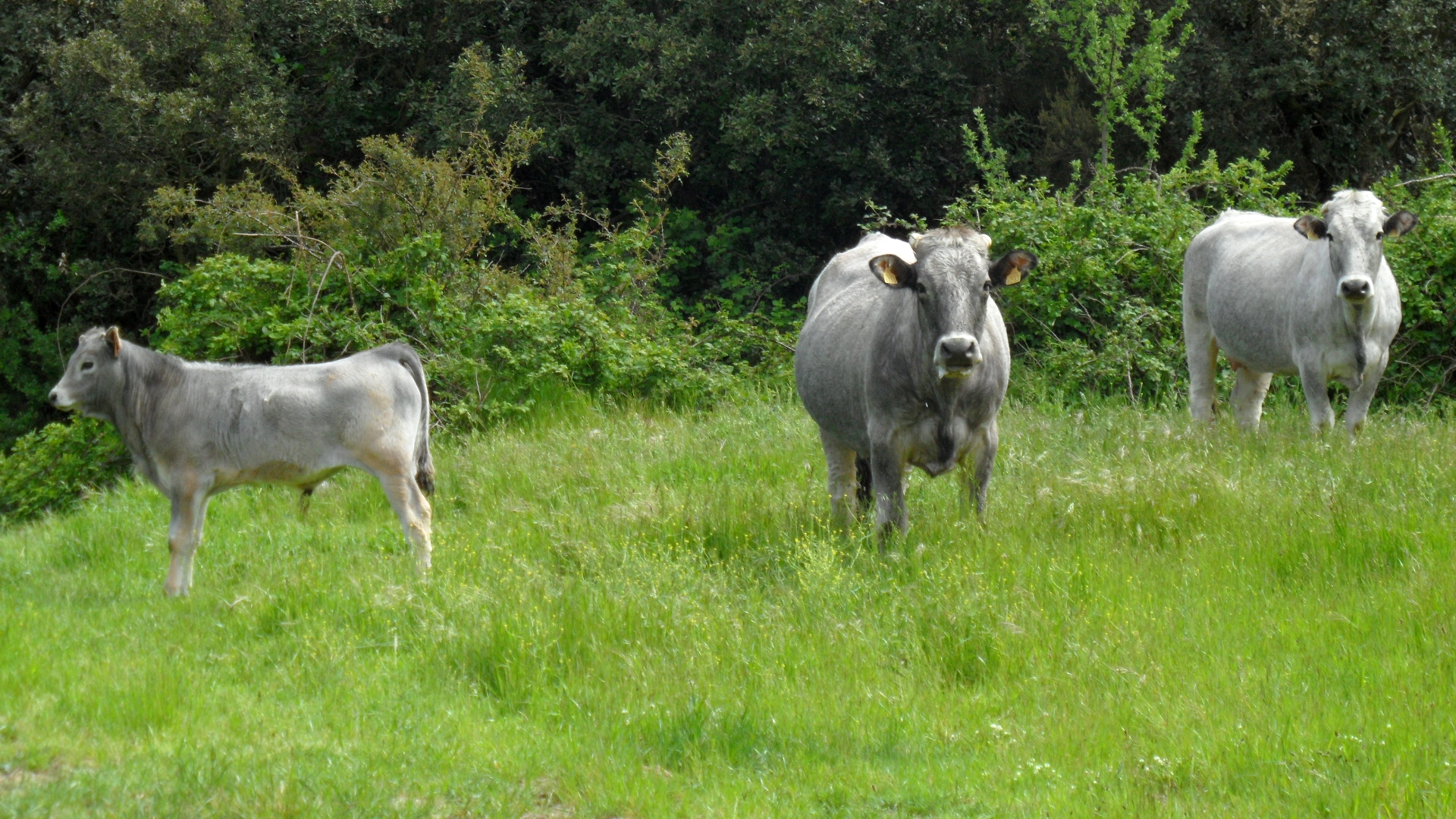
Vaches gasconnes au col de Bedos près de Laroque-de-Fa.

La commune de Laroque-de-Fa compte quatre exploitations agricoles dont trois spécialisées dans l'élevage bovin de gasconnes.

## Culture et patrimoine

### Monuments

#### Église Saint-Cyr-et-Sainte-Julitte de Laroque-de-Fa

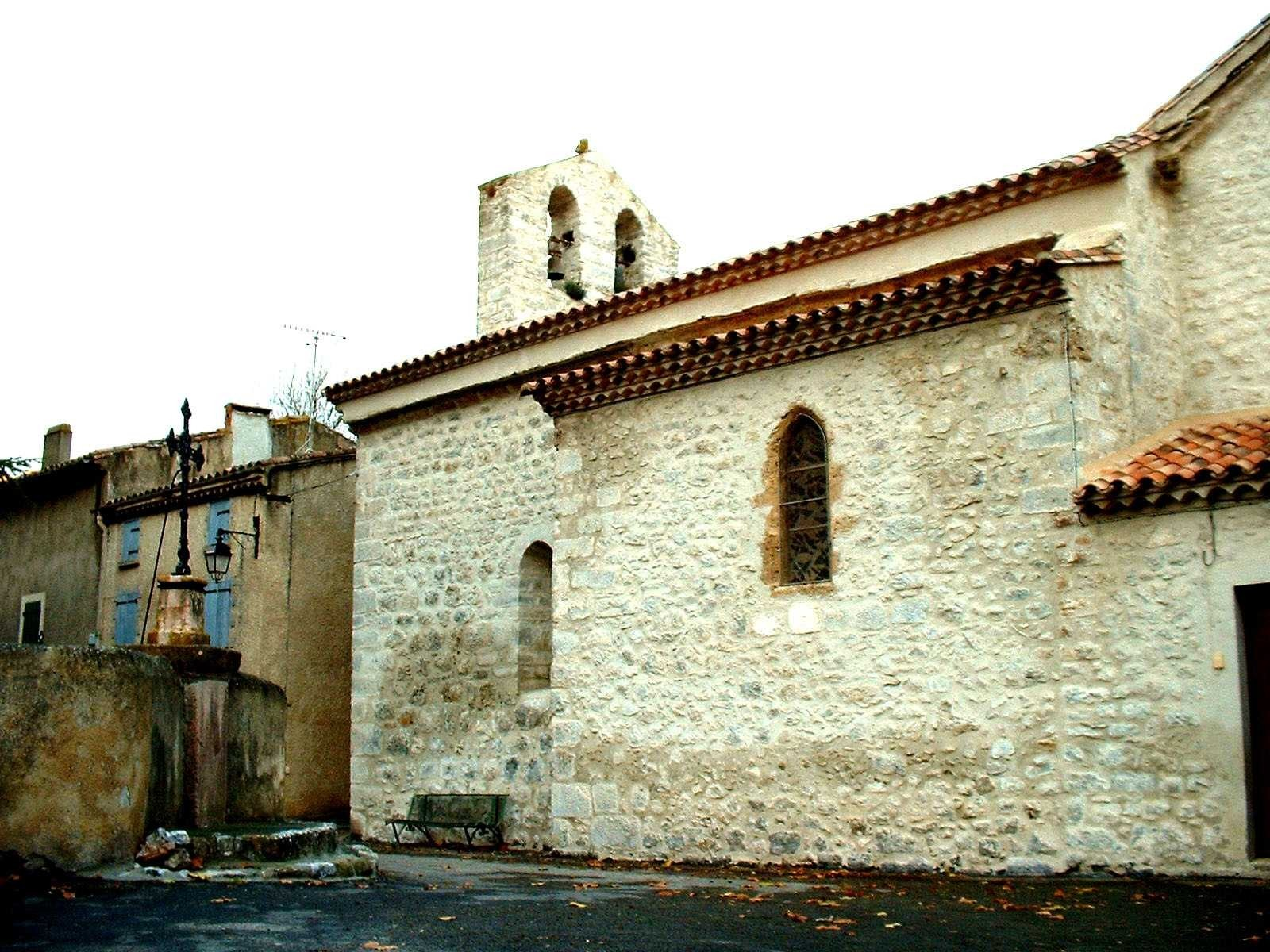
Église Saint-Cyr-Sainte-Juliette.

L'église Saint-Cyr-Sainte-Juliette est un édifice à nef rectangulaire voûtée en berceau brisée et divisée en deux travées par deux arcs doubleaux retombant sur culot. La base de la voûte est soulignée par un bandeau mouluré. Le chœur carré est voûté sur croisée d'ogives retombant sur culots. La nef semble dater de la fin du XIIe siècle et le chœur de la fin du XIIIe siècle. Au XIXe siècle on rajouta à l'édifice deux chapelles formant transept, voûtées sur croisée d'ogives. La chapelle sud, dédiée à la Vierge, abrite une Vierge à l'enfant en bois doré du XVIIe ou du XVIIIe siècle ; la chapelle nord est dédiée à saint Joseph, mais la statue en bois doré de ce saint est placée au-dessus de la porte. Le chœur abrite une statue de la même époque représentant sainte Juliette couronnée et saint Cyr son enfant, se tenant par la main, chacun tenant un rameau. L'ensemble des fenêtres a été muni au XIXe ou au début du XXe siècle de vitraux. Le vitrail nord du chœur représente saint Georges terrassant le dragon, celui de la fenêtre sud saint Roch et son chien ; l’oculus percé au-dessus de la porte le Sacré-Cœur. La porte en plein cintre qui s'ouvre à l'ouest aurait été précédée d'un porche. Au-dessus est construit un clocher mur à deux baies. L'église et ses trois statues ont été entièrement restaurées en 1975. Pendant les travaux on a découvert l'ancienne table d'autel en calcaire dévonien, qu'on a replacée sur un massif bâti.
L'église abrite une croix d'offrande en argent de 1710 et une statue représentant saint Juliette et saint Cyr, statue en bois, peinte et dorée à l'or, datant du début du XIXe siècle ; ces deux objets sont classés à l'inventaire des monuments historiques depuis le 5 novembre 1954,.
La colline de « la Cigale » qui domine le village possédait depuis longtemps un piédestal sur lequel trônait une statue de la Vierge, mais après de violents orages et vents, cette statue a été détruite. Depuis une petite dizaine d'années quelques personnes se sont groupées pour remplacer l'ancienne statue par la représentation d'un archange, l'archange Raphaël de guérison.
Au sud du village se trouvent les vestiges de l'ancienne église paroissiale du hameau de Carcasses, dédiée à sainte Marie Magdeleine. Aujourd'hui seuls des pans de murs subsistent, perdus dans la végétation.
Les vestiges du château surplombent le village sur une colline au nord.

### Personnalités liées à la commune

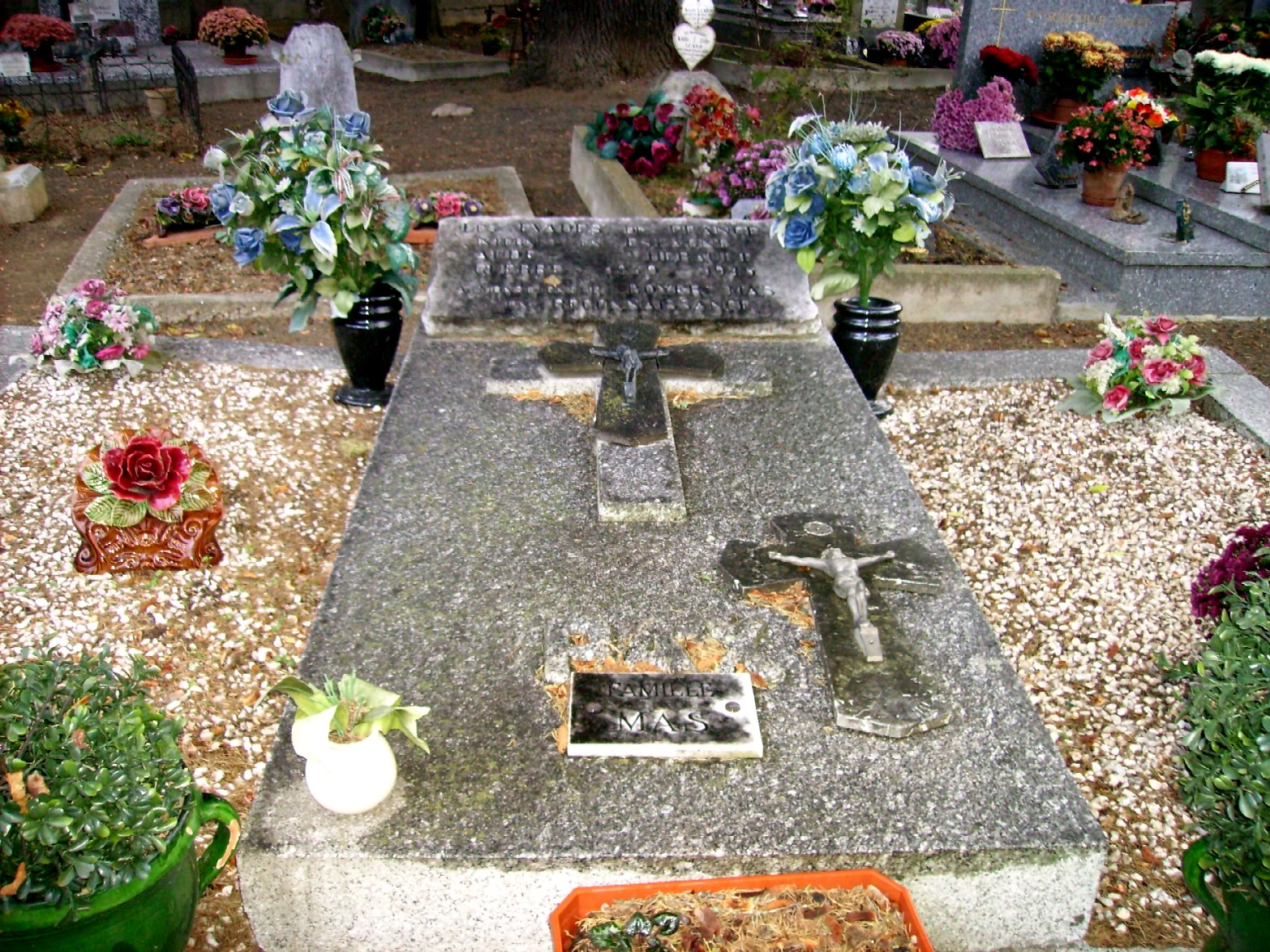
Tombe de l'abbé Boyer-Mas.

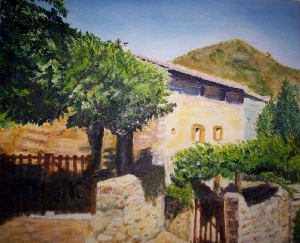
Maison Busquet de Laroque-de-Fa - Peinture de Jacqueline.

- Olivier de Termes (1200-1274), seigneur de Termes et de Laroque-de-Fa.
- Abbé André Boyer-Mas (1904-1972), ecclésiastique et diplomate, inhumé à Laroque-de-Fa.
- Étienne Andrieu, né en 1922 à Laroque-de-Fa d'où est issue toute sa famille. Il est élu conseiller municipal en 1947, nommé tête de liste aux élections de 1953 et élu maire à 31 ans. Il est réélu en 1959 et ne se représente pas en 1965, son adjoint Joseph Gleizes lui succède. En 1971, les électeurs le plébiscitent lors des élections municipales, alors qu'il n'avait pas fait acte de candidature, c'est la particularité des petites communes de moins de 3 500 habitants, où il est possible d'élire une personne sans qu'elle se soit portée candidate. Devant l'engouement des électeurs, il lui est impossible moralement de refuser la charge, c'est ainsi qu'Étienne Andrieu se retrouve à nouveau maire de Laroque, contre son gré. Il sera réélu sans discontinuité jusqu'en 1995 où à 73 ans, il décide de ne pas se représenter. Début février 2009, le préfet de l'Aube l'honore du titre de « maire honoraire » pour son dévouement de 48 ans d'élu passé auprès de ses administrés de Laroque, dont 36 années en tant que maire de la commune.
- Raymond Busquet (1926-1979), poète dont la famille paternelle est issue de Laroque-de-Fa. En 1964, il fait l'acquisition d'une ancienne bergerie dans le village, à l'état de délabrement avancé, le couple passe tout son temps libre à rénover cette maison. Il plante dans son jardin un mûrier-platane qu'il qualifie d'« Arbre de Noé », ce nom lui inspirera le titre d'un ouvrage qui n'a été publié qu'après sa mort en 1979.

### Héraldique
| Blason | Blasonnement : D'or au pal fuselé d'or et de gueules. |

### GR36
Le GR 36 passe sur la commune de Laroque-de-Fa, ce chemin de grande randonnée relie la Manche à la mer Méditerranée partant de Ouistreham (Calvados) et arrivant à Bourg-Madame (Pyrénées-Orientales). Il passe à Caen, Angoulême, Cahors et Carcassonne. Il traverse ensuite à plusieurs reprises le sentier cathare dans le sud des Corbières. Une variante du GR 36 part sur la commune de Laroque-de-Fa et traverse le village avant de visiter les hautes Corbières.